# Oberehe-Stroheich
Oberehe-Stroheich est une municipalité de la Verbandsgemeinde Hillesheim, dans l'arrondissement de Vulkaneifel, en Rhénanie-Palatinat, dans l'ouest de l'Allemagne.